# 茫曲镇
茫曲镇，是中华人民共和国青海省海南藏族自治州贵南县下辖的一个乡镇级行政单位。

## 行政区划
茫曲镇下辖以下地区：
第一社区、第二社区、加土乎村、达玉村、毡匠村、河州村、江当村、那燃村、昂索村、托勒村、沙拉村、塔哇村和上达玉村。